# La Fête à Henriette
Pour plus de détails, voir Fiche technique et Distribution.
La Fête à Henriette est un film français réalisé par Julien Duvivier et sorti en 1952.

## Synopsis
Deux scénaristes doivent écrire une histoire pour un nouveau film. Leurs inspirations contradictoires vont faire vivre des situations rocambolesques à leurs deux héros, Henriette et Robert.  

## Fiche technique
- Titre original : La Fête à Henriette
- Réalisation : Julien Duvivier, assisté de Carlos Vilardebo
- Scénario : Julien Duvivier, Henri Jeanson
- Dialogues : Henri Jeanson
- Script-girl : Denise Morlot
- Musique : Georges Auric
- Décors : Jean d'Eaubonne
- Costumes : Carven
- Photographie : Roger Hubert
- Photographe de plateau : Roger Corbeau
- Son : Julien Coutellier, Jacques Carrère
- Montage : Marthe Poncin, assistée de Pierrette Delbut
- Production : Arys Nissotti, Pierre O'Connell
- Directeur de production : Louis de Masure
- Sociétés de production : Regina Films, Filmsonor
- Sociétés de distribution : Cinédis, Les Acacias
- Pays d'origine :  France
- Langue : français
- Tournage : 
  - Intérieurs : Studios de Billancourt (Hauts-de-Seine)
  - Extérieurs : Paris, dont des scènes tournées au Gaumont-Palace de la place Clichy, le plus grand cinéma d'Europe, démoli en 1973, ainsi qu'au Cirque Medrano, démoli en 1971.
- Format : noir et blanc — 35 mm — 1,37:1 — son mono
- Genre : comédie
- Durée : 118 minutes
- Date de sortie : 
  - France : 17 décembre 1952
- Affiche : Marcel Jeanne (France)

## Distribution
- Dany Robin : Henriette
- Michel Roux : Robert, le fiancé d'Henriette
- Michel Auclair : Maurice / Marcel / lui-même
- Henri Crémieux : le scénariste pessimiste
- Louis Seigner : le scénariste optimiste
- Micheline Francey : Nicole, la scripte
- Betty Beckers : l'amie du scénariste pessimiste
- Nadine Olivier : l'amie du scénariste optimiste
- Hildegard Knef : Rita Solar, la troublante écuyère
- Daniel Ivernel : l'inspecteur Adrien Maquard
- Julien Carette : Arthur, un gangster déguisé en policier lors du cambriolage
- Philippe Olive : Paulo, un gangster déguisé en policier lors du cambriolage
- Jean-Louis Le Goff : un gangster déguisé en déménageur lors du cambriolage
- Jacques Eyser : un gangster déguisé en déménageur lors du cambriolage
- Jean Clarieux : Dédé, le gangster qui vient récupérer Maurice en voiture
- Odette Laure : Valentine
- Paulette Dubost : Virginie, la mère d'Henriette
- Alexandre Rignault : le père d'Henriette
- Jeannette Batti : Gisèle
- Saturnin Fabre : Antoine
- Claire Gérard : Charlotte, l'épouse d'Antoine
- Paul Œttly : le Destin aveugle
- Fernand Gilbert : le chef d'orchestre
- Georgette Anys : la vendeuse de fleurs
- Paul Demange : un coiffeur
- Robert Le Fort : un coiffeur
- Liliane Maigné : la fille à la cigarette
- Paul Bonifas : le marchand de journaux
- Thomy Bourdelle : le directeur du cirque
- Tristan Sévère : le dompteur espagnol
- Raymone : la marchande de souvenirs
- Don Ziegler : l'Américain
- Geneviève Morel : la bonne de l'hôtel de Guyenne
- Christian Argentin : l'Excellence
- Yvonne Yma : la dame au collier
- André Zibral : l'homme assassiné
- Paul Barge : le concierge
- René Hell : le chauffeur du journal
- Robert Balpo : le garçon de café
- Joe Davray : un journaliste
- Marcel Rouzé : un agent lors du cambriolage
- Lucien Desagneaux : un agent lors de la poursuite
- Jacques Marin : Félix, le chauffeur
- Anne-Marie Mersen : la blonde de l'hôtel Ritz
- Andrée Tainsy : une passante interloquée
- Gil Delamare
- Robert Chandeau
- Alain Stume
- André Philip
- Émile Genevois
- Huguette Faget
- Raymond Richard
- Claude Arvel

## Autour du film
- Tournage en 1952 aux Studios de Boulogne (Paris Studio Cinéma) de Boulogne-Billancourt (Hauts-de-Seine).
- La chanson Sur le pavé de Paris, paroles de Jacques Larue, musique de Georges Auric et interprétée par Anny Flore a été inspirée par la romance Sous le ciel de Paris du film homonyme que Julien Duvivier avait sorti en 1951 et qui avait rencontré un grand succès. Cette inspiration se retrouve dans l'erreur du générique : la chanson y est appelée Sous le pavé de Paris au lieu de Sur le pavé de Paris[1].
- Au début du film, alors que le générique ne présente que des points d'interrogation, l'un des scénaristes, qui vient d'apprendre que la censure a interdit leur production, lit Le Parisien à haute voix, et conclut qu'il n'est décidément pas propice à inspirer un film, alors que les deux faits divers qu'il vient de lire correspondent aux synopsis respectifs du Voleur de bicyclette de Vittorio De Sica, et du Petit Monde de don Camillo, dernier film en date de Julien Duvivier lui-même. On entend hors cadre quelqu'un siffloter l'air de Fanfan la tulipe, gros succès du moment[1].
- Un remake a été réalisé par Richard Quine en 1964 : Deux Têtes folles (Paris When It Sizzles) dans lequel Audrey Hepburn et William Holden reprennent respectivement les rôles de Dany Robin et Michel Auclair mais aussi ceux des deux écrivains joués par Louis Seigner et Henri Crémieux. Ce film engendrera lui-même un remake, Alex et Emma de Rob Reiner en 2003.